# District d'Aravalli
Le district d'Aravalli (gujarati : અરવલ્લી જિલ્લો) est un district de l'état du Gujarat en Inde.

## Géographie
Le district est créé le 26 janvier 2013 par partage du District de Sabarkantha